# Евелін Фаут
Евелін Фаут (нім. Evelyn Fauth; нар. 27 листопада 1976) — колишня австрійська тенісистка.
Найвищу одиночну позицію світового рейтингу — 127 місце досягла 20 травня 2002, парну — 303 місце — 16 жовтня 2000 року.
Здобула 5 одиночних та 1 парний титул туру ITF.
Найвищим досягненням на турнірах Великого шолома було 2 коло в одиночному розряді.

## Фінали ITF
| турніри $25,000 |
| турніри $10,000 |

### Одиночний розряд (5–7)
| Результат | Ранг | Дата            | Турнір                  | Покриття | Суперниця            | Рахунок          |
| --------- | ---- | --------------- | ----------------------- | -------- | -------------------- | ---------------- |
| Поразка   | 1.   | 6 лютого 1994   | ITF Стамбул, Туреччина  | Тверде   | Барбара Баторі       | 1–6, 2–6         |
| Перемога  | 1.   | 28 січня 1996   | ITF Стамбул, Туреччина  | Тверде   | Андреа Шварц         | 7–6(5), 6–1      |
| Перемога  | 2.   | 28 липня 1996   | ITF Дублін, Ірландія    | Ґрунт    | Пем Нелсон           | 6–2, 6–3         |
| Поразка   | 2.   | 26 січня 1997   | ITF Стамбул, Туреччина  | Тверде   | Майке Фреліх         | 2–6, 2–6         |
| Поразка   | 3.   | 22 червня 1997  | ITF Клостерс, Швейцарія | Ґрунт    | Мірка Федерер        | 6–4, 5–7, 2–6    |
| Перемога  | 3.   | 13 липня 1997   | ITF Ф'юмічіно, Італія   | Ґрунт    | Алессія Ломбарді     | 6–3, 6–4         |
| Перемога  | 4.   | 21 червня 1998  | ITF Градо, Італія       | Ґрунт    | Андрея Ехрітт-Ванк   | 6–7(4), 6–1, 6–1 |
| Перемога  | 5.   | 26 квітня 1999  | ITF Ешпіню, Португалія  | Ґрунт    | Маріам Рамон Клімент | 6–3, 4–6, 7–5    |
| Поразка   | 4.   | 8 травня 2000   | ITF Мідлотіан, Канада   | Ґрунт    | Каталіна Кастаньйо   | 3–6, 5–7         |
| Поразка   | 5.   | 17 вересня 2000 | ITF Софія, Болгарія     | Ґрунт    | Антоанета Пандєрова  | 5–7, 4–6         |
| Поразка   | 6.   | 18 березня 2002 | ITF Хуарес, Мексика     | Ґрунт    | Марія Санчес Лоренсо | 6–4, 2–6, 1–6    |
| Поразка   | 7.   | 21 квітня 2002  | ITF Джексон, США        | Ґрунт    | Хісела Дулко         | 7–5, 1–6, 3–6    |

### Парний розряд (1–1)
| Результат | Ранг | Дата              | Турнір                 | Покриття  | Партнерка     | Суперниці                           | Рахунок             |
| --------- | ---- | ----------------- | ---------------------- | --------- | ------------- | ----------------------------------- | ------------------- |
| Поразка   | 1.   | 3 квітня 1994     | ITF Габороне, Ботсвана | Тверде    | Радка Сурова  | Аманда Гопманс Магі Серна           | 3–6, 1–6            |
| Перемога  | 1.   | 27 листопада 1995 | ITF Зальцбург, Австрія | Килим (i) | Барбара Шварц | Мілена Неквапілова Силва Несвадбова | 6–7(1), 7–6(6), 6–3 |